# ارلین مورتمان
ارلین مورتمان (نروژی: Erling Maartmann; ۳ نوامبر ۱۸۸۷ – ۱۰ فوریهٔ ۱۹۴۴) بازیکن فوتبال اهل نروژ بود.
از باشگاه‌هایی که در آن بازی کرده‌است می‌توان به باشگاه فوتبال لین اشاره کرد.